# Łubna (województwo mazowieckie)
Łubna – wieś sołecka w Polsce położona w województwie mazowieckim, w powiecie piaseczyńskim, w gminie Góra Kalwaria.
Wieś szlachecka Lubna położona była w drugiej połowie XVI wieku w powiecie czerskim  ziemi czerskiej województwa mazowieckiego. W latach 1975–1998 miejscowość administracyjnie należała do województwa warszawskiego.
We wsi Łubna, znajduje się zamknięte składowisko odpadów „Łubna”.
Przez miejscowość przebiega droga wojewódzka nr 734.